# Seznam pravilnih politopov
Pregled pravilnih politopov vsebuje pravilne politope v evklidskih, sfernih in hiperboličnih prostorih.

## Osnovni pregled pravilnih politopov
V naslednjem pregledu pravilnih politopov je podanih nekaj osnovnih lastnosti pravilnih politopov v odvisnosti od razsežnosti. 
| razsežnost | konveksni                | nekonveksni                      | konveksne evklidske teselacije | konveksne hiperbolične teselacije | nekonveksne hiperbolične teselacije | abstraktni politopi |
| ---------- | ------------------------ | -------------------------------- | ------------------------------ | --------------------------------- | ----------------------------------- | ------------------- |
| 1          | 1 daljica                | 0                                | 0                              | 0                                 | 0                                   | 1                   |
| 2          | ∞ mnogokotnikov          | ∞ zvezdni mnogokotniki           | 1                              | 1                                 | 0                                   | ∞                   |
| 3          | 5 platonskih teles       | 4 Kepler-Poinsotovi poliedri     | 3 tlakovanja                   | ∞                                 | ∞                                   | ∞                   |
| 4          | 6 konveksnih polihoronov | 10 Schläfli-Hessovih polihoronov | 1 satovje                      | 4                                 | 0                                   | ∞                   |
| 5          | 3 konveksni 5-politopi   | 0 nekonveksnih 5-politopov       | 3 teselacije                   | 5                                 | 4                                   | ∞                   |
| 6+         | 3                        | 0                                | 1                              | 0                                 | 0                                   | ∞                   |

### Teselacije
Pri konveksnih politopih se lahko obravnava teselacijo in tlakovanje sfernega prostora.
Obravnava se lahko tudi teselacijo evklidskega in hiperboličnega prostora. Paziti je treba na to, da se z n-razsežnimi politopi lahko opravi teselacijo prostora, ki ima razsežnost za ena manjšo. Zgled: trirazsežna platonska telesa omogočajo teselacijo dvorazsežne ploskve na sferi. 

## Pravilni politopi v eni razsežnosti
V eni razsežnosti je samo en politop, katerega meje sta dva konca daljice. Označuje se ga s praznim Schläflijevim simbolom {}

## Pravilni politopi v dveh razsežnostih
Politopi v dveh razsežnostih se imenujejo mnogokotniki. Pravilni mnogokotniki so enakostranični mnogokotniki. P-kotni pravilni mnogokotnik se zapiše s Schläflijevim simbolom v obliki {p}.

### Konveksni pravilni politopi v dveh razsežnostih
Schläflijev simbol v obliki {p} predstavlja pravilni p-kotnik.
| ime             | enakostranični trikotnik (2-simpleks) | kvadrat (2-ortopleks) (hiperkocka) | petkotnik        | šestkotnik      | sedemkotnik      | osemkotnik       |             |
| --------------- | ------------------------------------- | ---------------------------------- | ---------------- | --------------- | ---------------- | ---------------- | ----------- |
| Schläfli        | {3}                                   | {4}                                | {5}              | {6}             | {7}              | {8}              |             |
| Coxeter- Dinkin |                                       |                                    |                  |                 |                  |                  |             |
| slika           |                                       |                                    |                  |                 |                  |                  |             |
| ime             | devetkotnik                           | desetkotnik                        | enajstkotnik     | dvanajstkotnik  | trinajstkotnik   | štirinajstkotnik |             |
| Schläfli        | {9}                                   | {10}                               | {11}             | {12}            | {13}             | {14}             |             |
| Dinkin          |                                       |                                    |                  |                 |                  |                  |             |
| slika           |                                       |                                    |                  |                 |                  |                  |             |
| ime             | petnajstkotnik                        | šestnajstkotnik                    | sedemnajstkotnik | osemnajstkotnik | devetnajstkotnik | dvajsetkotnik    | ...p-kotnik |
| Schläfli        | {15}                                  | {16}                               | {17}             | {18}            | {19}             | {20}             | {p}         |
| Dinkin          |                                       |                                    |                  |                 |                  |                  |             |
| slika           |                                       |                                    |                  |                 |                  |                  |             |

### Degenerirani pravilni politopi (sferni) v dveh razsežnostih
Pravilni enokotnik in dvokotnik se lahko obravnava kot degenerirani poligon.
| ime                | enokotnik | dvokotnik |
| Schläflijev simbol | {1}       | {2}       |
| Coxeterjev diagram |           |           |
| slika              |           |           |

### Nekonveksni pravilni politopi v dveh razsežnostih
| ime      | pentagram | heptagram | heptagram | oktagram | eneagrami | eneagrami | dekagram | ...n-grami |
| Schläfli | {5/2}     | {7/2}     | {7/3}     | {8/3}    | {9/2}     | {9/4}     | {10/3}   | {p/q}      |
| Coxeter  |           |           |           |          |           |           |          |            |
| slika    |           |           |           |          |           |           |          |            |

### Teselacija
Znana je samo ena teselacija premice. To je dvorazsežni apeirogon, ki ima neskončno veliko oglišč in robov. Njegov Schläflijev simbol je {∞} in Coxeterjev diagram je .

## Pravilni politopi v treh razsežnostih
V treh razsežnostih se politopi imenujejo poliedri. Schläflijev simbol ima obliko {p, q}. To pomeni, da ima pravilne stranske ploskve tipa {p} ter pravilno sliko oglišč {q}.

### Konveksni pravilni politopi v treh razsežnostih
Konveksni pravilni poliedri se imenujejo tudi platonska telesa.
| ime                                        | Schläfli {p,q} | Coxeter | slika (prozorna) | slika (telesna) | slika (kroglična) | stranske ploskve {p} | robovi | oglišče {q} | simetrijska grupa | dualni politop |
| ------------------------------------------ | -------------- | ------- | ---------------- | --------------- | ----------------- | -------------------- | ------ | ----------- | ----------------- | -------------- |
| tetraeder (3-simpleks) (trikotna piramida) | {3,3}          |         |                  |                 |                   | 4 {3}                | 6      | 4 {3}       | Td                | (sebi)         |
| kocka (3-kocka) (heksaeder)                | {4,3}          |         |                  |                 |                   | 6 {4}                | 12     | 8 {3}       | Oh                | oktaeder       |
| oktaeder (3-ortopleks)                     | {3,4}          |         |                  |                 |                   | 8 {3}                | 12     | 6 {4}       | Oh                | kocka          |
| dodekaeder                                 | {5,3}          |         |                  |                 |                   | 12 {5}               | 30     | 20 {3}2     | Ih                | ikozaoeder     |
| ikozaeder                                  | {3,5}          |         |                  |                 |                   | 20 {3}               | 30     | 12 {5}      | Ih                | dodekaeder     |

### Degenerirani pravilni politopi (sferni) v treh razsežnostih
V sferni geometriji se hozoeder {2, n} in dieder {n, 2} obravnavata kot pravilna mnogokotnika.
| ime                                  | Schläfli {p,q} | Coxeterjev diagram | Slika (sfera) | stranske ploskve {p} | robovi | oglišča {q} | simetrija  | dualni politop      |
| ------------------------------------ | -------------- | ------------------ | ------------- | -------------------- | ------ | ----------- | ---------- | ------------------- |
| hengonalni dieder                    | {1,2}          |                    |               | 2 {1}                | 1      | 1 {2}       | C1v (*22)  | hengonalni hozoeder |
| hengonal hosoheder                   | {2,1}          |                    |               | 1 {2}                | 1      | 2 {1}       | C1v (*22)  | hengonalni dieder   |
| digonalni diheder Digonalni hosoeder | {2,2}          |                    |               | 2 {2}                | 2      | 2 {2}       | D2h (*222) | sebi                |
| trigonalni hozoeder                  | {2,3}          |                    |               | 3 {2}                | 3      | 2 {3}       | D3h (*322) | trigonalni dieder   |
| trigonalni dieder                    | {3,2}          |                    |               | 2 {3}                | 3      | 3 {2}       | D3h (*322) | trigonalni hozoeder |
| heksagonalni hozoeder                | {2,6}          |                    |               | 6 {2}                | 6      | 2 {6}       | D3h (*622) | heksagonalni dieder |

### Nekonveksni pravilni politopi v treh razsežnostih
Pravilni zvezdni poliedri se imenujejo Kepler-Poinsotovi poliedri. Poznani so samo štirje, ki se jih lahko uredi po ogliščih kot sta dodekaeder {5, 3} in ikozaeder {3, 5}.
| ime                         | slika (prosojna) | slika (telesna) | slika (sferna) | diagram zvezdnega mnogokotnika | Schläfli {p,q} in Coxeter-Dinkin | stranske ploskve {p} | robovi | oglišča {q} verf. | χ  | gostota | simetrija | dualni politop              |
| --------------------------- | ---------------- | --------------- | -------------- | ------------------------------ | -------------------------------- | -------------------- | ------ | ----------------- | -- | ------- | --------- | --------------------------- |
| majhen zvezdasti dodekaeder |                  |                 |                |                                | {5/2,5}                          | 12 {5/2}             | 30     | 12 {5}            | -6 | 3       | Ih        | veliki dodekaeder           |
| veliki dodekaeder           |                  |                 |                |                                | {5,5/2}                          | 12 {5}               | 30     | 12 {5/2}          | -6 | 3       | Ih        | mali zvezdasti dodekaeder   |
| veliki zvezdasti dodekaeder |                  |                 |                |                                | {5/2,3}                          | 12 {5/2}             | 30     | 20 {3}            | 2  | 7       | Ih        | veliki ikozaeder            |
| veliki ikozaeder            |                  |                 |                |                                | {3,5/2}                          | 20 {3}               | 30     | 12 {5/2}          | 2  | 7       | Ih        | veliki zvezdasti dodekaeder |

### Teselacije

#### Evklidsko tlakovanje
Znane so tri pravilne teselacije ravnine, ki imajo Eulerjevo karakteristiko z vrednostjo 0.
| ime                            | Schläfli {p,q} | Coxeterjev diagram | slika | tip stranske ploskve {p} | slika oglišč {q} | simetrija  | dualno               |
| ------------------------------ | -------------- | ------------------ | ----- | ------------------------ | ---------------- | ---------- | -------------------- |
| kvadratno tlakovanje (kvadril) | {4,4}          |                    |       | {4}                      | {4}              | *442 (p4m) | (sebi)               |
| trikotno tlakovanje (deltil)   | {3,6}          |                    |       | {3}                      | {6}              | *632 (p6m) | šestkotno tlakovanje |
| šestkotno tlakovanje (hekstil) | {6,3}          |                    |       | {6}                      | {3}              | *632 (p6m) | trikotno tlakovanje  |

#### Evklidsko zvezdno tlakovanje
Ne obstaja pravilno tlakovanje zvezdnih mnogokotnikov

#### Hiperbolična tlakovanja
Teselacije hiperboličnega dvorazsežnega prostora se imenujejo hiperbolična tlakovanja. Obstaja neskončno veliko pravilnih tlakovanj v H2. Vsak par pozitivnih števil {p, q} ki zadošča pogoju 1/p + 1/q <1/2, da hiperbolično tlakovanje.
Vzorec:  
| p \ q | 3                            | 4                            | 5                 | 6                           | 7     | 8     | 9     |
| ----- | ---------------------------- | ---------------------------- | ----------------- | --------------------------- | ----- | ----- | ----- |
| 3     | (tetraeder) {3,3}            | (oktaeder) {3,4}             | (ikozaeder) {3,5} | (trikotno tlakovanje) {3,6} | {3,7} | {3,8} | {3,9} |
| 4     | (kocka) {4,3}                | (kvadratno tlakovanje) {4,4} | {4,5}             | {4,6}                       | {4,7} | {4,8} | {4,9} |
| 5     | (dodekaeder) {5,3}           | {5,4}                        | {5,5}             | {5,6}                       | {5,7} | {5,8} | {5,9} |
| 6     | (šestkotno tlakovanje) {6,3} | {6,4}                        | {6,5}             | {6,6}                       | {6,7} | {6,8} | {6,9} |
| 7     | {7,3}                        | {7,4}                        | {7,5}             | {7,6}                       | {7,7} | {7,8} | {7,9} |
| 8     | {8,3}                        | {8,4}                        | {8,5}             | {8,6}                       | {8,7} | {8,8} | {8,9} |
| 9     | {9,3}                        | {9,4}                        | {9,5}             | {9,6}                       | {9,7} | {9,8} | {9,9} |

## Štirirazsežni pravilni politopi
Pravilni 4-politopi s Schläflijevim simbolom v obliki {p, q, r} imajo celice tipa {p, q}, stranske ploskve tipa {p}, slike robov {r} in slike oglišč {q, r}.
- slika oglišč štirirazsežnega politopa je polieder. Za pravilne štirirazsežne politope je to pravilni polieder.
- slika robov je mnogokotnik v katerem se vidi razporeditev stranskih ploskev okrog roba. Politopi v štirih razsežnostih je slika robov vedno pravilni mnogokotnik.

Eulerjeva karakteristika štirirazsežnih politopov je {\displaystyle \chi =V+F-E-C\,}, ki pa je enaka 0 za vse oblike. 

### Konveksni  pravilni politopi v štirih razsežnostih
V naslednji tabeli je prikazanih 6 konveksnih poliedrov. Vsi imajo Eulerjevo karakteristiko enako 0.
| ime                                | Schläfli {p,q,r} | Coxeter | celice {p,q} | stranske ploskve {p} | robovi {r} | oglišča {q,r} | dualni politop {r,q,p} |
| ---------------------------------- | ---------------- | ------- | ------------ | -------------------- | ---------- | ------------- | ---------------------- |
| 5-celica (4-simpleks) (pentahoron) | {3,3,3}          |         | 5 {3,3}      | 10 {3}               | 10 {3}     | 5 {3,3}       | (sebi)                 |
| 8-celica (4-kocka) (teserakt)      | {4,3,3}          |         | 8 {4,3}      | 24 {4}               | 32 {3}     | 16 {3,3}      | 16-celica              |
| 16-celica (4-ortopleks)            | {3,3,4}          |         | 16 {3,3}     | 32 {3}               | 24 {4}     | 8 {3,4}       | teserakt               |
| 24-celica                          | {3,4,3}          |         | 24 {3,4}     | 96 {3}               | 96 {3}     | 24 {4,3}      | (sebi)                 |
| 120-celica                         | {5,3,3}          |         | 120 {5,3}    | 720 {5}              | 1200 {3}   | 600 {3,3}     | 600-celica             |
| 600-celica                         | {3,3,5}          |         | 600 {3,3}    | 1200 {3}             | 720 {5}    | 120 {3,5}     | 120-celica             |

| 5-celica                                                            | 8-celica                                                          | 16-celica                                                         | 24-celica                                                         | 120-celica                                                        | 600-celica                                                        |
| {3,3,3}                                                             | {4,3,3}                                                           | {3,3,4}                                                           | {3,4,3}                                                           | {5,3,3}                                                           | {3,3,5}                                                           |
| modeli za (Petrijev mnogokotnik) v poševni ortografski projekciji   | modeli za (Petrijev mnogokotnik) v poševni ortografski projekciji | modeli za (Petrijev mnogokotnik) v poševni ortografski projekciji | modeli za (Petrijev mnogokotnik) v poševni ortografski projekciji | modeli za (Petrijev mnogokotnik) v poševni ortografski projekciji | modeli za (Petrijev mnogokotnik) v poševni ortografski projekciji |
| ------------------------------------------------------------------- | ----------------------------------------------------------------- | ----------------------------------------------------------------- | ----------------------------------------------------------------- | ----------------------------------------------------------------- | ----------------------------------------------------------------- |
|                                                                     |                                                                   |                                                                   |                                                                   |                                                                   |                                                                   |
| ortografske projekcije teles                                        |                                                                   |                                                                   |                                                                   |                                                                   |                                                                   |
| tetraederska ovojnica                                               | kockina ovojnica                                                  | kockina ovojnica                                                  | kubooktaederska ovojnica                                          | ovojnica prisekanega rombskega triakontaedra                      | heksakisov popravljeni prirezani oktaeder                         |
| modeli prikazani v Schleglovih diagramih (projekcija v perspektivi) |                                                                   |                                                                   |                                                                   |                                                                   |                                                                   |
| (središče celice)                                                   | (središče celice)                                                 | (središče celice)                                                 | (središče celice)                                                 | (središče celice)                                                 | (središče celice)                                                 |
| modeli prikazani v stereogafskih projekcijah (3-sfera\|hipersferna) |                                                                   |                                                                   |                                                                   |                                                                   |                                                                   |
|                                                                     |                                                                   |                                                                   |                                                                   |                                                                   |                                                                   |

### Degenerirani pravilni politopi (sferni) v štirih razsežnostih
Ditopi in hozotopi obstajajo kot pravilna teselacija 3 sfere.
Pravilni ditopi (imajo po dve faceti) so {3,3,2}, {3,4,2}, {4,3,2}, {5,3,2}, {3,5,2}, {p,2,2}.

### Nekoveksni pravilni politopi v štirih razsežnostih
Obstaja deset pravilnih štirirazsežnih zvezdnih politopov, ki se jih lahko imenuje Schläfli-Hessovi politopi. Njihova oglišča so osnovana na konveksnih 120-celicah ({5, 3, 3}) in 600-celicah ({3, 3, 5})
| ime                                | mreža | telo | Schläflijev simbol {p, q,r} Coxeter-Dinkinov diagram | celice {p, q} | stranske ploskve {p} | robovi {r} | oglišča {q, r} | gostota | χ    | simetrijska grupa | dualni {r, q,p}                    |
| ---------------------------------- | ----- | ---- | ---------------------------------------------------- | ------------- | -------------------- | ---------- | -------------- | ------- | ---- | ----------------- | ---------------------------------- |
| ikozaederska 120-celica            |       |      | {3,5,5/2}                                            | 120 {3,5}     | 1200 {3}             | 720 {5/2}  | 120 {5,5/2}    | 4       | 480  | H4                | mala zvezdna 120-celica            |
| mala zvezdna 120-celica            |       |      | {5/2,5,3}                                            | 120 {5/2,5}   | 720 {5/2}            | 1200 {3}   | 120 {5,3}      | 4       | −480 | H4                | ikozaederska 120-celica            |
| velika 120-celica                  |       |      | {5,5/2,5}                                            | 120 {5,5/2}   | 720 {5}              | 720 {5}    | 120 {5/2,5}    | 6       | 0    | H4                | sebi dualni                        |
| imenitna 120-celica                |       |      | {5,3,5/2}                                            | 120 {5,3}     | 720 {5}              | 720 {5/2}  | 120 {3,5/2}    | 20      | 0    | H4                | velika zvezdna 120-celica          |
| velika zvezdna 120-celica          |       |      | {5/2,3,5}                                            | 120 {5/2,3}   | 720 {5/2}            | 720 {5}    | 120 {3,5}      | 20      | 0    | H4                | imenitna 120-celica                |
| imenitna zvezdna 120-celica        |       |      | {5/2,5,5/2}                                          | 120 {5/2,5}   | 720 {5/2}            | 720 {5/2}  | 120 {5,5/2}    | 66      | 0    | H4                | sebi dualni                        |
| velika imenitna 120-celica         |       |      | {5,5/2,3}                                            | 120 {5,5/2}   | 720 {5}              | 1200 {3}   | 120 {5/2,3}    | 76      | −480 | H4                | velika ikozaederska 120-celica     |
| velika ikozaederska 120-celica     |       |      | {3,5/2,5}                                            | 120 {3,5/2}   | 1200 {3}             | 720 {5}    | 120 {5/2,5}    | 76      | 480  | H4                | velika imenitna 120-celica         |
| imenitna 600-celica                |       |      | {3,3,5/2}                                            | 600 {3,3}     | 1200 {3}             | 720 {5/2}  | 120 {3,5/2}    | 191     | 0    | H4                | velika imenitna zvezdna 120-celica |
| velika imenitna zvezdna 120-celica |       |      | {5/2,3,3}                                            | 120 {5/2,3}   | 720 {5/2}            | 1200 {3}   | 600 {3,3}      | 191     | 0    | H4                | imenitna 600-celica                |

#### Teselacija evklidskega trirazsežnega prostora
Obstaja samo ena pravilna teselacija v trirazsežnem prostoru.

#### Teselacija hiperboličnega trirazsežnega prostora
Teselacija hiperboličnega trirazsežnega prostora se imenuje hiperbolično satovje. Znana so štiri pravilna satovje v H3.
| ime                         | Schläfli simbol {p,q,r} | Coxeter | celica type {p,q} | stranska ploskev type {p} | slika robov {r} | slika oglišč {q,r} | χ | dualni      |
| --------------------------- | ----------------------- | ------- | ----------------- | ------------------------- | --------------- | ------------------ | - | ----------- |
| ikozaedrsko satovje         | {3,5,3}                 |         | {3,5}             | {3}                       | {3}             | {5,3}              | 0 | sebi dualen |
| red-5 kockino satovje       | {4,3,5}                 |         | {4,3}             | {4}                       | {5}             | {3,5}              | 0 | {5,3,4}     |
| red-4 dodekaedersko satovje | {5,3,4}                 |         | {5,3}             | {5}                       | {4}             | {3,4}              | 0 | {4,3,5}     |
| red-5 dodekaedersko satovje | {5,3,5}                 |         | {5,3}             | {5}                       | {5}             | {3,5}              | 0 | sebi dualno |

Prikazanih je nekaj projekcij: Prva prikazuje pogled iz središča v Beltrami-Kleinovem modelu. Druga in tretja slika kažejo pogled od zunaj z uporabo Poincarèjevega modela žoge.   
| {5,3,4} (8 dodekaedrov pri oglišču) | {4,3,5} (20 kock pri oglišču) | {3,5,3} (12 ikozaedrov a oglišču) |

## Pravilni politopi v petih in višjih razsežnostih
V nadaljevanju so opisani pet in višjerazsežni politopi. V petih razsežnostih se lahko pravilni politop prikaže s Schläflijevim simbolom v obliki {p, q, r, s}, kjer so {p, q, r,} hipercelice (teroni), stranske ploskve imajo tip {p}, slika stranskih ploskev je {s}, slika robov je {r, s}, slika oglišč pa je {q, r, s}.
5-politop se imenuje tudi politeron, če pa je neskončen, se imenuje satovje.
slika oglišč 5-politopa je polihoron, ki ga vidimo  kot razporeditev oglišč okoli vsakega oglišča posebej.
slika robov 5-politopa je polieder kot se vidi razporeditev oglišč okoli vsakega oglišča
slika stranskih ploskev 5-politopa je mnogokotnik kot se vidi razporeditev celic okoli vsake stranske ploskve.

### Konveksni pravilni politopi v petih razsežnostih
V petih in višjih razsežnostih so samo tri vrste konveksnih pravilnih politopov.
poskus
| ime         | Schläfli {p1,...,pn−1} | Coxeter | k-stranske ploskve                       | tip facete | slika oglišč | dualni politop |
| ----------- | ---------------------- | ------- | ---------------------------------------- | ---------- | ------------ | -------------- |
| n-simpleks  | {3n−1}                 | ...     | {\displaystyle {{n+1} \choose {k+1}}}    | {3n−2}     | {3n−2}       | sebi dualni    |
| n-kocka     | {4,3n−2}               | ...     | {\displaystyle 2^{n-k}{n \choose k}}     | {4,3n−3}   | {3n−2}       | n-ortopleks    |
| n-ortopleks | {3n−2,4}               | ...     | {\displaystyle 2^{k+1}{n \choose {k+1}}} | {3n−2}     | {3n−3,4}     | n-kocka        |

pravilni politopi v 5 razsežnostih
| ime         | Schläfli Symbol {p,q,r,s} Coxeter | facete {p,q,r} | celice {p,q} | stranske ploskve {p} | robovi | oglišča | slika stranskih ploskev {s} | slika robov {r,s} | slika oglišč {q,r,s} |
| ----------- | --------------------------------- | -------------- | ------------ | -------------------- | ------ | ------- | --------------------------- | ----------------- | -------------------- |
| 5-simpleks  | {3,3,3,3}                         | 6 {3,3,3}      | 15 {3,3}     | 20 {3}               | 15     | 6       | {3}                         | {3,3}             | {3,3,3}              |
| 5-kocka     | {4,3,3,3}                         | 10 {4,3,3}     | 40 {4,3}     | 80 {4}               | 80     | 32      | {3}                         | {3,3}             | {3,3,3}              |
| 5-ortopleks | {3,3,3,4}                         | 32 {3,3,3}     | 80 {3,3}     | 80 {3}               | 40     | 10      | {4}                         | {3,4}             | {3,3,4}              |

| 5-simpleks | 5-kocka | 5-ortopleks |

pravilni politopi v 6 razsežnostih
| ime         | Schläflijev simbol | oglišča | robovi | stranske ploskve | celice | 4-stranske ploskve | 5-stranskih ploskev | χ |
| ----------- | ------------------ | ------- | ------ | ---------------- | ------ | ------------------ | ------------------- | - |
| 6-simpleks  | {3,3,3,3,3}        | 7       | 21     | 35               | 35     | 21                 | 7                   | 0 |
| 6-kocka     | {4,3,3,3,3}        | 64      | 192    | 240              | 160    | 60                 | 12                  | 0 |
| 6-ortopleks | {3,3,3,3,4}        | 12      | 60     | 160              | 240    | 192                | 64                  | 0 |

| 6-simpleks | 6-kocka | 6-ortopleks |

pravilni politopi v 7 razsežnostih
| ime         | Schläflijev simbol | oglišča | robovi | stranske ploskve | celice | 4-stranske ploskve | 5-stranskih ploskev | 6-stranskih ploskev | χ |
| ----------- | ------------------ | ------- | ------ | ---------------- | ------ | ------------------ | ------------------- | ------------------- | - |
| 7-simpleks  | {3,3,3,3,3,3}      | 8       | 28     | 56               | 70     | 56                 | 28                  | 8                   | 2 |
| 7-kocka     | {4,3,3,3,3,3}      | 128     | 448    | 672              | 560    | 280                | 84                  | 14                  | 2 |
| 7-ortopleks | {3,3,3,3,3,4}      | 14      | 84     | 280              | 560    | 672                | 448                 | 128                 | 2 |

| 7-simpleks | 7-kocka | 7-ortopleks |

pravilni politopi v 8 razsežnostih
| ime          | Schläflijev simbol | oglišča | robovi | stranske ploskve | celice | 4-stranske ploskve | 5-stranskih ploskev | 6-stranskih ploskev | 7-stranskih ploskev | χ |
| ------------ | ------------------ | ------- | ------ | ---------------- | ------ | ------------------ | ------------------- | ------------------- | ------------------- | - |
| 8-simpleks   | {3,3,3,3,3,3,3}    | 9       | 36     | 84               | 126    | 126                | 84                  | 36                  | 9                   | 0 |
| 8-kocka      | {4,3,3,3,3,3,3}    | 256     | 1024   | 1792             | 1792   | 1120               | 448                 | 112                 | 16                  | 0 |
| 8-orthopleks | {3,3,3,3,3,3,4}    | 16      | 112    | 448              | 1120   | 1792               | 1792                | 1024                | 256                 | 0 |

| 8-simpleks | 8-kocka | 8-ortopleks |

pravilni politopi v 9 razsežnostih
| ime         | Schläflijev simbol | oglišča | robovi | stranske ploskve | celice | 4-stranske ploskve | 5-stranskih ploskev | 6-stranskih ploskev | 7-stranskih ploskev | 8-stranskih ploskev | χ |
| ----------- | ------------------ | ------- | ------ | ---------------- | ------ | ------------------ | ------------------- | ------------------- | ------------------- | ------------------- | - |
| 9-simpleks  | {38}               | 10      | 45     | 120              | 210    | 252                | 210                 | 120                 | 45                  | 10                  | 2 |
| 9-kocka     | {4,37}             | 512     | 2304   | 4608             | 5376   | 4032               | 2016                | 672                 | 144                 | 18                  | 2 |
| 9-ortopleks | {37,4}             | 18      | 144    | 672              | 2016   | 4032               | 5376                | 4608                | 2304                | 512                 | 2 |

| 9-simpleks | 9-kocka | 9-ortopleks |

pravilni politopi v 10 razsežnostih
| ime          | Schläflijev simbol | oglišča | robovi | stranske ploskve | celice | 4-stranske ploskve | 5-stranskih ploskev | 6-stranskih ploskev | 7-faces | 8-stranskih ploskev | 9-stranskih ploskev | χ |
| ------------ | ------------------ | ------- | ------ | ---------------- | ------ | ------------------ | ------------------- | ------------------- | ------- | ------------------- | ------------------- | - |
| 10-simpleks  | {39}               | 11      | 55     | 165              | 330    | 462                | 462                 | 330                 | 165     | 55                  | 11                  | 0 |
| 10-kocka     | {4,38}             | 1024    | 5120   | 11520            | 15360  | 13440              | 8064                | 3360                | 960     | 180                 | 20                  | 0 |
| 10-ortopleks | {38,4}             | 20      | 180    | 960              | 3360   | 8064               | 13440               | 15360               | 11520   | 5120                | 1024                | 0 |

| 10-simpleks | 10-kocka | 10-ortopleks |

### Nekonveksni pravilni politopi
V petih ali višjih razsežnostih ne obstajajo nekonveksni pravilni politopi.

#### Teselacija evklidskega štirirazsežnega prostora
Znane so tri neskončne pravilne teselacije (satovje), ki zapolnijo štirirazsežni prostor
| ime                     | Schläfli simbol {p,q,r,s} | tip facete {p,q,r} | tip celice {p,q} | tip stranske ploskve {p} | slika stranske ploskve {s} | slika robov {r,s} | slika oglišč {q,r,s} | dualna oblika |
| ----------------------- | ------------------------- | ------------------ | ---------------- | ------------------------ | -------------------------- | ----------------- | -------------------- | ------------- |
| tesekratno satovje      | {4,3,3,4}                 | {4,3,3}            | {4,3}            | {4}                      | {4}                        | {3,4}             | {3,3,4}              | sebi dualni   |
| heksadekahorno satovje  | {3,3,4,3}                 | {3,3,4}            | {3,3}            | {3}                      | {3}                        | {4,3}             | {3,4,3}              | {3,4,3,3}     |
| ikozitetrahorno satovje | {3,4,3,3}                 | {3,4,3}            | {3,4}            | {3}                      | {3}                        | {3,3}             | {4,3,3}              | {3,3,4,3}     |

| projicirani del{4,3,3,4} (teseraktno satovje) | projicirani del {3,3,4,3} (heksadekahorno satovje) | projicirani del{3,4,3,3} (ikozite trahorno satovje) |

Hiperkockino satovje je ena izmed oblik pravilnega satovja, ki lahko zapolni vsako razsežnost (peto ali višjo)  z obliko hiperkockinih facet, ki so štiri okrog vsakega grebena.
| ime                    | Schläfli {p1, p2, ..., pn−1} | tip facete | slika oglišč | dualna oblika |
| ---------------------- | ---------------------------- | ---------- | ------------ | ------------- |
| kvadratno tlakovanje   | {4,4}                        | {4}        | {4}          | sebi dualni   |
| kockino satovje        | {4,3,4}                      | {4,3}      | {3,4}        | sebi dualni   |
| teseraktno satovje     | {4,32,4}                     | {4,32}     | {32,4}       | sebi dualni   |
| penteraktično satovje  | {4,33,4}                     | {4,33}     | {33,4}       | sebi dualni   |
| hekseraktično satovje  | {4,34,4}                     | {4,34}     | {34,4}       | sebi dualni   |
| hepteraktično satovje  | {4,35,4}                     | {4,35}     | {35,4}       | sebi dualni   |
| okteraktično satovje   | {4,36,4}                     | {4,36}     | {36,4}       | sebi dualni   |
| n-hiperkockino satovje | {4,3n−2,4}                   | {4,3n−2}   | {3n−2,4}     | sebi dualni   |

#### Teselacija hiperboličnega štirirazsežnega prostora
Znanih je pet vrst konveksnih pravilnih satovij in štiri vrste zvezdastih satovij v prostoru H4
Pet konveksnih pravilnih satovij v H4 je:
| ime                        | Schläflijev simbol {p,q,r,s} | tip facete {p,q,r} | tip celice {p,q} | tip stranske ploskve{p} | slika stranskih ploskev{s} | slika robov {r,s} | slika oglišč {q,r,s} | dualna oblika |
| -------------------------- | ---------------------------- | ------------------ | ---------------- | ----------------------- | -------------------------- | ----------------- | -------------------- | ------------- |
| red-5 5-celično satovje    | {3,3,3,5}                    | {3,3,3}            | {3,3}            | {3}                     | {5}                        | {3,5}             | {3,3,5}              | {5,3,3,3}     |
| red-3 120-celično satovje  | {5,3,3,3}                    | {5,3,3}            | {5,3}            | {5}                     | {3}                        | {3,3}             | {3,3,3}              | {3,3,3,5}     |
| red-5 teseraktično satovje | {4,3,3,5}                    | {4,3,3}            | {4,3}            | {4}                     | {5}                        | {3,5}             | {3,3,5}              | {5,3,3,4}     |
| red-4 120-celično satovje  | {5,3,3,4}                    | {5,3,3}            | {5,3}            | {5}                     | {4}                        | {3,4}             | {3,3,4}              | {4,3,3,5}     |
| red-5 600-celično satovje  | {5,3,3,5}                    | {5,3,3}            | {5,3}            | {5}                     | {5}                        | {3,5}             | {3,3,5}              | sebi dualni   |

Znana so štiri pravilna zvezdasta satovja v prostoru H4:
| ime                                      | Schläflijev simbol {p,q,r,s} | tip facete {p,q,r} | tip celice {p,q} | tip stranske ploskve {p} | slika stranske ploskve {s} | slika robov {r,s} | slika oglišč {q,r,s} | dualna oblika |
| ---------------------------------------- | ---------------------------- | ------------------ | ---------------- | ------------------------ | -------------------------- | ----------------- | -------------------- | ------------- |
| red-3 malo zvezdasto 120-celično satovje | {5/2,5,3,3}                  | {5/2,5,3}          | {5/2,5}          | {5}                      | {5}                        | {3,3}             | {5,3,3}              | {3,3,5,5/2}   |
| pentagramski red 600-celično satovje     | {3,3,5,5/2}                  | {3,3,5}            | {3,3}            | {3}                      | {5/2}                      | {5,5/2}           | {3,5,5/2}            | {5/2,5,3,3}   |
| red-5 ikozaedersko 120-celično satovje   | {3,5,5/2,5}                  | {3,5,5/2}          | {3,5}            | {3}                      | {5}                        | {5/2,5}           | {5,5/2,5}            | {5,5/2,5,3}   |
| red-3 veliko 120-celično satovje         | {5,5/2,5,3}                  | {5,5/2,5}          | {5,5/2}          | {5}                      | {3}                        | {5,3}             | {5/2,5,3}            | {3,5,5/2,5}   |

V H4 sta znani tudi 2 vrsti satovja z neskončnima facetama ali sliko oglišč {3, 4, 3, 4} in {4, 3, 4, 3}.

## Apeirotopi
Apeirotopi so podobno kot ostali politopi nepovezane hiperploskve. Razlika je samo v tem, da se hiperploskve obrnejo nazaj in se zaprejo okoli končne prostornine hiperprostora. Apeirotopi se ne zasučejo nazaj v samega sebe.

### Dve razsežnosti
Apeirogon je pravilna  neskončno dolga premica,   razdeljena na enake dele, ki jih povezujejo vozlišča.

### Tri razsežnosti
Apeiroeder je neskončna poliederska ploskev. Podobno kot apeirogon je lahko ploščat ali nagnjen. Ploščati apeiroeder samo tlakuje (pokrije) ravnino. Nagnjeni polieder je satovju podobna struktura, ki deli prostor na dve področji.
Znanih je 30 pravilnih apeiroedrov v evklidskem prostoru.:§/E Vključujejo teselacije tipa {\displaystyle \{4,4\},\{6,3\}} in {\displaystyle \{3,6\}} in navzgor ter v ravnini tudi politope tipa {\displaystyle \{\infty ,3\}}, {\displaystyle \{\infty ,4\}} in {\displaystyle \{\infty ,6\}}. V trirazsežnem prostoru pa njihovo mešanico.